# دیمین گرگورینی
دیمین گرگورینی (انگلیسی: Damien Gregorini؛ زادهٔ ۲ مارس ۱۹۷۹) بازیکن فوتبال اهل فرانسه است.
از باشگاه‌هایی که در آن بازی کرده‌است می‌توان به باشگاه فوتبال المپیک مارسی، باشگاه فوتبال نانسی، و باشگاه فوتبال نیس اشاره کرد.